# Колба Вигре
Колба Вигре — усовершенствованная колба Кляйзена с отростком-дефлегматором.

## Использование
Колба Вигре с отростком-дефлегматором служит для частичной конденсации паров жидкости, имеющих более высокую температуру кипения, чем остальные компоненты перегоняемой смеси, и этим обогатить пар остальных перегоняемых компонентов. Также колба Вигре используется для фракционированной перегонки (дистилляции) веществ. При фракционированной дистилляции веществ в отвод от отростка дистиллятора вставляют прямоточный холодильник Вейгеля-Либиха. В горло колбы вставляют резиновую эластичную пробку, так как шлифы и притёртые пробки не используются в колбах для перегонки. В резиновую пробку вставляют термометр для мерки температуры кипения перегоняемой жидкости.